# Rudeu e Ladaussa
Rudeu e Ladaussa (en francès Rudeau-Ladosse) és un municipi francès situat al departament de la Dordonya i a la regió de la Nova Aquitània.

## Demografia
| 1962                                       | 1968 | 1975 | 1982 | 1990 | 1999 | 2007 |
| ------------------------------------------ | ---- | ---- | ---- | ---- | ---- | ---- |
| 348                                        | 268  | 262  | 245  | 216  | 158  | 167  |
| Des de 1962: població sense dobles comptes |      |      |      |      |      |      |

## Administració
| Període | Identitat           | Partit |
| ------- | ------------------- | ------ |
| 1995-   | Jean-Claude Rougier |        |